# Escudo (heráldica)
Em heráldica, um escudo é o elemento principal ou focal em uma realização de armas. A palavra é usada em dois sentidos.
Primeiramente, como o escudo em que um brasão de armas é mostrado. As formas dos escudos são derivadas dos atuais escudos usados por cavaleiros em combate, e portanto, variaram e se desenvolveram por região e por época. Como esta forma foi considerada como um instrumento de guerra apropriado para homens apenas, as damas britânicas habitualmente carregam suas armas sobre um losango, ou forma de diamante, enquanto clérigos e damas na Europa continental portam as suas em um cartucho, ou forma oval. Outras formas estão em uso, como o roundel frequentemente usado para as armas concedidas aos povos ameríndios do Canadá pela Autoridade Heráldica Canadense.
Em segundo lugar, um escudo pode ser uma carga dentro de um brasão de armas. Mais frequentemente, um pequeno escudo é colocado no meio do escudo principal (em pretensão ou sobrescudo) como uma forma de combinação heráldica (marshalling).  Em outro caso, ao pequeno escudo é dado a mesma forma do escudo principal.  Quando há apenas um escudo, ele é algumas vezes chamado de escudete.

## Etimologia
A palavra escudo deriva do latim vulgar scūtiōn- e do latim scūtum. Do seu uso em heráldica, escudo pode ser uma metáfora para a honra de uma família.  A expressão "uma mancha no escudo" é usado para significar uma desonra na reputação de alguém.

## Formas dos escudos

Formas dos escudos

A forma de um escudo não tem um desenho padrão. Depende da sua origem, época e de seu próprio desenhador. Porém há formas tradicionalmente aceitas pelos heraldistas que são as que se seguem e essas não devem ser alteradas quanto ao seu formato, tracejo de suas linhas etc.
1. Escudo clássico ou francês antigo
2. Escudo francês moderno, somático, samnítico, continental[3] ou neoclássico.[4]
3. Escudo oval ou do clero [1]
4. Escudo em losango, feminino ou lisonja [2]
5. Escudo de torneio ou de bandeira
6. Escudo italiano ou de cabeça de cavalo
7. Escudo suíço
8. Escudo inglês
9. Escudo alemão
10. Escudo polaco, polônio ou polonês
11. Escudo espanhol, ibérico, peninsular, português ou flamengo

[1] na heráldica de alguns países, é o escudo das mulheres casadas;

[2] na heráldica de alguns países, é o escudo das mulheres solteiras.

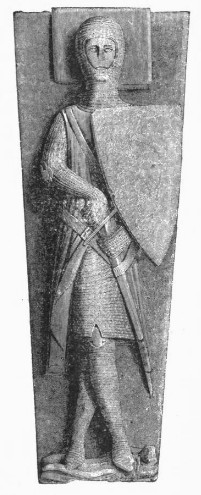
Efígie de Guilherme II Longespee (m. 1250) na Catedral de Salisbury, mostrando um escudo triangular, a forma usada como "tela" para mostrar as armas durante era clássica da heráldica

Os escudos cobrindo quase o corpo inteiro usados pelos normandos na Batalha de Hastings retratados na Tapeçaria de Bayeux (c. 1066), ocasionalmente com conhecimentos proto-heráldicos pintados em cima dela, precedem a era da heráldica apropriada, que começou no primeiro quarto do século XIII.
Aproximadamente em 1250, os escudos usados em guerra foram quase triangulares em forma, referidos como escudos aquecedores. Tal como a forma pode ser vista na efígie de Guilherme II Longespée (m.1250) na Catedral de Salisbury, enquanto o escudo mostrado na efígie de seu pai Guilherme Longespée, 1.º Conde de Salisbury (m.1226) é uma forma mais alongada. Este no monumento esmaltado a seu último avô, Godofredo V, Conde de Anjou (m. 1151) é um escudo cobrindo o corpo inteiro. Esta forma triangular foi usada em guerra durante o apogeu da cavalaria medieval, aproximadamente na época da Batalha de Crécy (1346) e a fundação da Ordem da Jarreteira (1348), quando a arte da heráldica atingiu sua grandiosa perfeição. Esta forma quase equilátera é portanto usada como uma configuração para armoriais desta "era clássica" da heráldica, no sentido que ela produziu os melhores exemplos da arte.
Na era Tudor, o escudo heráldico tomou a forma de um arco Tudor invertido. Projetos da Europa continental frequentemente usam as várias formas usadas em justas, que incorporam "bocas" usadas como descansos de lança dentro dos escudos; tais escudos são conhecidos como à bouche. A boca é corretamente mostrada no lado direito apenas, como o breu de justas foi projetada para cavaleiros destros. Exemplos heráldicos de escudos ingleses à bouche podem ser vistos nas enjuntas do telhado de madeira treliçada do Lincoln's Inn Hall, em Londres.

### Losango

Brasão de armas de Pippa Middleton, baseado no brasão de seu pai. Esta versão em forma de losango, suportado por uma fita azul, denota uma mulher solteira.

O losango foi usado por muitos séculos, particularmente associado com certas mulheres como um meio de mostrar seus brasões de armas, em vez do escudo, que é em sua origem um objeto principalmente de guerra. Neste caso, o losango é sem o timbre ou elmo, novamente objetos, principalmente, de guerra. Contudo, para o propósito prático de categorização, o losango deve ser tratado como uma variedade do escudo heráldico. Tradicionalmente, muitas categorias limitadas de mulheres são hábeis de mostrar suas próprias armas, por exemplo, uma mulher monarca (que usa um escudo, não um losango, sendo de modo diferente a muitas mulheres armígeras, uma comandante militar) e pariatos suo jure, que devem mostrar suas próprias armas sozinhas em um losango, mesmo se casada. No geral, uma mulher foi representada por suas armas paternas impaladas pelas armas de seu marido em um escudo. Na heráldica moderna canadense, e em outras jurisdições heráldicas modernas, às mulheres deve ser concedidas suas próprias armas e mostrar elas em um escudo. Pares de vida na Inglaterra mostram suas próprias armas em um losango. Uma forma oval ou cartucho é ocasionalmente também usado ao invés do losango para mulheres armígeras. Como um resultado das decisões do rei de armas inglês, datadas de 7 de abril de 1995 e 6 de novembro de 1997, mulheres casadas na Inglaterra, Irlanda do Norte e País de Gales, e em outros países que reconhecem a jurisdição do College of Arms em Londres (como a Nova Zelândia) também têm a opção de usar as armas de seu marido sozinhas, marcadas com um pequeno losango como uma brisura para mostrar que as armas são mostradas da esposa e não do marido, ou de uso de suas próprias armas pessoais sozinhas, marcadas com um pequeno escudo como uma brisura pelo mesmo motivo. Mulheres divorciadas devem teoricamente até o novo casamento usar as armas de seu ex-marido diferenciadas com um mascle.
A forma de losango de semi-escudo é também usada para placas memoriais para ambos, homens e mulheres.
O Pretoria High School for Girls, na África do Sul, é uma das poucas escolas para meninas que foi concedida a permissão para usar o losango como parte de seu brasão de armas.

## Pontos do escudo

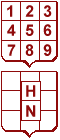
Pontos do escudo

Os pontos do escudo se referem a posições específicas nele e são usados em brasonamentos para descrever onde uma carga deve ser colocada. São divididos em:

### Zona superior
- Chefe (por extensão): área superior do escudo (correspondente ao terço superior deste), representada pelas zonas 1, 2 e 3.
- Cantão dextro do Chefe: zona 1.
- Chefe, ou Alto, zona nobre do escudo: zona 2
- Cantão sinistro do Chefe: zona 3.

### Flancos ou zonas laterais
- Direita, ou dextra: zona 1, 4 e 7.
- Esquerda, ou sinistra: zona 3, 6 e 9.
- Flanco direito ou dextro: zona 4.
- Flanco esquerdo ou sinistro: zona 6.

### Zona inferior
- Ponta (por extensão) ou Contrachefe: área inferior do escudo (correspondente ao terço inferior deste), representada pelas zonas 7, 8 e 9.
- Cantão dextro da Ponta: zona 7.
- Ponta: zona 8.
- Cantão sinistro da Ponta: zona 9.

### Partes especiais
- Coração ou Abismo: zona 5. É o centro do escudo. Diz-se coração, quando a peça aí colocada é da mesma dimensão daquelas que a rodeiam; diz-se abismo, quando a peça aí colocada é de menores dimensões, e categoria, daquelas que a rodeiam.
- Ponto de Honra, representado por "H".
- Umbigo (em francês Nombril), representado pela letra "N".

## Escudete ou sobrescudo

Exemplo simples de incorporação das armas de uma herdeira heráldica como um escudete.

Um escudete é um pequeno escudo que é colocado dentro ou sobreposto sobre o escudo principal de um brasão de armas.  Este deve ser usado nos seguintes casos:
- como uma simples carga móvel, por exemplo, como suportado pela família francesa de Abbeville, ilustrado abaixo; estes podem também portar outras cargas dentro deles, como mostrado nas armas do Colégio Sueco de Armas, ilustrado abaixo;
- em pretensão (como uma marca de reivindicação hereditária, geralmente pelo direito de casamento), portando as armas adotadas sobre uma de suas próprias armas hereditárias;
- em reivindicação territorial, portando as armas hereditárias de um monarca, sobrescudo sobre as armas territoriais de seus domínios.

Escudos como cargas móveis, como suportado pela família francesa de Abbeville.
Sobrescudos estilizados nas armas do Colégio Sueco de Armas.
Um escudete de pretensão.
Armas herdadas suportadas como sobrescudo sobre armas territoriais.

### Escudetes como cargas móveis
Escudetes podem aparecer na heráldica pessoal e cívica como simples cargas móveis, por exemplo, as armas da Casa de Mortimer, o clã Hay a família nobre francesa de Abbeville.  Estas cargas móveis são de um esmalte particular, mas não necessariamente carregam cargas adicionais e podem aparecer em qualquer lugar no escudo principal, com sua colocação sendo especificada no brasonamento, se em dúvida.
Escudetes podem também ser carregados com outras cargas móveis, tais como nas armas do Colégio Sueco de Armas (ilustrado abaixo) que suporta as três coroas da Suécia, cada uma sobre seu próprio escudete sobre o campo do escudo principal.  Estes escudetes servem como uma base para incluir outras cargas que não servem como um aumento ou reivindicação hereditária.  Neste caso, os escudetes azure permitem as três coroas da Suécia ser colocadas sobre um campo, deste modo, não apenas permanecendo claramente visível, mas também obedecendo a regra de esmalte.

### Escudete de pretensão
Escudetes podem também ser usados para portar outras armas em "pretensão".  Na heráldica inglesa, o marido de uma herdeira heráldica, a filha única e herdeiras de um homem armígero (isto é, uma dama sem irmãos), ao invés de impalar as armas paternas de sua esposa como é comum, deve colocar suas armas paternas em um escudete de pretensão no centro de seu próprio escudo como uma reivindicação ("pretensão") para ser a nova cabeça da família de sua esposa, agora extinta na linhagem masculina. Na próxima geração, as armas são divididas em quartéis pelo filho.

### Uso por monarcas e estados
As armas pessoais ou hereditárias de um monarca devem ser carregadas em um escudete sobrescudo sobre as armas territoriais de seus domínios, como nas armas da Espanha, no brasão de armas dos membros da família real dinamarquesa, o brasão de armas da Suécia, ou as armas de Oliver Cromwell como Lorde Protetor da Comunidade da Inglaterra (1653–1659). Os primeiros reis georgianos da Inglaterra carregavam um escudete das armas reais de Hanover nas armas dos monarcas Stuart da Grã-Bretanha, cujo territórios eles agora governaram.

## Variante antifeudal
Embora os norte-americanos tenham produzido centenas de brasões de armas para agências governamentais e militares desde sua revolução, os franceses têm reprimido a continuação da prática. Sua escassa heráldica é baseada no pelta, uma forma ampla de escudo (ou gorget) com uma pequena cabeça de animal apontando para dentro de cada extremidade. Isso é romano em origem; apesar de não a forma de seu escudo clássico, muitos broches desta forma sobrevivem da antiguidade. Uma forma de pelta aparece como uma decoração acima da cabeça de todo oficial na tabela de Austerlitz, encomendada por Napoleão para propósitos de propaganda.
A pelta heráldica apareceu oficialmente na capa do passaporte francês em meados do século XX, e na metade do século XIX como um brasão de armas do Estado francês nos corredores da ONU. O brasão de armas belga usa a mesma forma de escudo.